# Hans Trentelman
Hans Trentelman (Enschede, 13 oktober 1953) is een Nederlands acteur en toneelregisseur.
Trentelman is een van de oprichters van Toneelgroep Maastricht. In 1977 richtte hij samen met medestudenten van de Toneelacademie Maastricht theatergezelschap Bij Leven en Welzijn op. Vanaf 1982 veranderde de naam in Het Vervolg, tot 2009, toen de huidige naam werd ingevoerd. Toneelgroep Maastricht behoort heden ten dage tot de negen rijksgesubsidieerde toneelgezelschappen van Nederland. Jarenlang was Trentelman in functie als artistiek directeur. Mede door zijn goede grote inzet kreeg het gezelschap een eigen theater, de Bordenhal in Maastricht. Vanaf 2009 ging hij zich richten op de rol van regisseur, raadsman en acteur voor de groep. In het najaar van 2019 stopte hij na 42 jaar met zijn werk bij het gezelschap.
Trentelman was in zijn 42 jaar medeverantwoordelijk voor tientallen regies. Voorbeelden hiervan zijn Kaatje is verdronken, Koken met Elvis, Wunschkamer, Diplodocus Deks en Petrus Regout. Als acteur speelde hij onder andere in King Lear, De Avonden, Tramlijn Begeerte en Berlin Alexanderplatz. Hij verrichtte zijn werk niet alleen voor het theater. Hij speelde in veel films, waaronder de hoofdrol in de televisieserie De 9 dagen van de gier – deze serie won in 2002 een Gouden Kalf voor beste tv-drama. Ook leidde hij jonge talenten op tot volwaardige toneelspelers. In 2009 onderscheidde Gemeente Maastricht hem met het Teken van Verdienste vanwege zijn bijdrage aan het culturele klimaat.  
Op 13 oktober 2019 werd Trentelman door de burgemeester van Maastricht, Annemarie Penn-te Strake, benoemd tot Ridder in de Orde van Oranje Nassau. "Je hebt een imposante bijdrage geleverd aan de opwarming van het culturele klimaat in Maastricht. We willen je niet alleen danken namens onze stad. Daarmee zouden we je tekort doen. Jouw verdiensten betreffen immers het toneel in het hele land", aldus Penn-te Strake.

## Onderscheidingen
- 2009 – Teken van Verdienste van de Gemeente Maastricht
- 2019 – Ridder in de Orde van Oranje Nassau